# 邁阿密刺青客
《邁阿密刺青客》是一個真人秀的節目，節目內容主要敘述發生在位於美國佛羅里達州邁阿密海灘「305  刺青店」（亦稱）的故事。此節目於2005年7月首播，之後於2007年7月12日進入第三季。

## 歷史
這間刺青店為兩位刺青師艾米·詹姆士（Ami James）和克利斯·努奈茲（Chris Nuñez）共同創立，另外還有克里斯·加佛（Chris Garver）、達倫·布瑞斯（Darren Brass）和原田洋次（Yojiro 'Yoji' Harada）等刺青師。
第一季時，布瑞斯手臂受傷，來自加州的刺青師凱特·方迪因而加入此團隊，然而在第二季結束前，因與詹姆士個性不合而離開此節目。之後她回到洛杉磯，主持一個從《邁阿密刺青客》延伸的新節目《L.A.刺青客》，於2007年8月首播。之後也出現了同一個型態的節目London Ink，於2007年9月在英國的Discovery Real Time頻道播出。
《邁阿密刺青客》主要呈現每個顧客背後帶有什麼樣的故事，而這些故事又如何影響他們選擇刺青的樣式。除此之外，此節目也會將重點放在這些刺青師的個人生活上。每一集的內容大多是由詹姆士敘述，有時也會由努奈茲擔當。
節目中的刺青師只會在拍攝的時候出現，因此顧客如果想讓這些刺青師刺青，得必須上 TLC.com （页面存档备份，存于） 報名。

## 人物介紹
艾米·詹姆士擅長於日系風格的大型刺青，日式鯉魚、龍、佛陀、牡丹花...等等。他驚人的繪畫以及刺青功力，曾經還吸引到手機公司摩托羅拉的邀請，替旗下的一款手機設計圖案。不過他極度暴躁的脾氣，卻讓邁阿密刺青客裡的許多同事們吃不消。但是私底下的他，卻也常常顯露出一顆善良的心。
克利斯·努奈茲原為一名街頭塗鴉藝術者，各種風格的刺青皆有涉略。性格溫和且容易相處，俊俏的外表讓他成為店裡面最受女性歡迎的刺青師父。但是努奈茲卻也每天留連於邁阿密的夜生活，有時卻忽略的白天的刺青工作，讓同樣身為邁阿密刺青客老闆的艾米·詹姆士時常大為光火。
克里斯·加佛世界知名的刺青大師，是邁阿密刺青客裡眾師父的指導員。不斷的鑽研各種風格的繪圖技巧以及刺青技術，近年來的加佛將較多的時間投入於日式的大型刺青或連身刺青，各種高難度的圖案都難不倒他。加佛也時常與時尚界合作，將重口味的刺青融入時尚風格。
達倫·布瑞斯是店裡面的泰迪熊，身材不高大，逗趣的臉龐時常被店裡面的同事拿來畫成卡通人物，個性也相當隨和。達倫與努奈茲一樣，早期都是以街頭塗鴉藝術者出身，擅長美式刺青以及文字刺青，除此之外，達倫也很擅長於將多種不同的主題結合為一種圖案，高超的繪畫技巧可想而知。
原田洋次日本裔，艾米的學徒，以店內的助理工作來換取學習刺青的學費。原本是熱中於搖滾樂的洋次，因為女兒的誕生以及要扛起養家的責任，所以先暫緩音樂事業，全心投入刺青的學習。個性老實耿直，時常被他的師父艾米捉弄。洋次於第二季時已經成功的成為一個刺青師，但是只能先從小刺青開始著手，刺青藝術當中還有很多技巧需要琢磨，未來還有更漫長的學習路程等著他。

## 外部連結
- （中文）台灣Discovery旅遊生活頻道的官方網站 （页面存档备份，存于）
- （英文）TLC頻道的官方網站
- （英文）克里斯·加佛的個人網站
- （英文）原田洋次的特別專訪 （页面存档备份，存于）
- （英文）節目部落格
- （英文）凱特·方迪的個人網站 （页面存档备份，存于）